# Intellectueel (persoon)
Een intellectueel is een persoon met een grote algemene ontwikkeling en een goed ontwikkeld oordeelsvermogen, die betrokken is bij het wetenschappelijk, maatschappelijk en cultureel debat. Intellectuelen worden beschouwd als de hoeders en voortbrengers van de cultuur. De verzameling van intellectuelen in een maatschappij wordt soms aangeduid met het van oorsprong Russische begrip intelligentsia.
Het begrip 'intellectueel' is in gebruik sinds de Franse Dreyfusaffaire rond 1900. Een aantal Franse prominenten, onder wie schrijver Émile Zola, bekommerde zich om de onterechte veroordeling van legerkapitein Alfred Dreyfus, wegens vermeend hoogverraad. Deze prominenten werden vervolgens intellectuelen genoemd.

## Kenmerken
- Onafhankelijkheid. Het standpunt van de intellectueel is niet gebonden aan specifieke belangen, waardoor hij of zij vrij is om aan elke belanghebbende partij in een kwestie kritische vragen te stellen. De intellectueel verdedigt soms het standpunt van de universaliteit. Een waarde die door intellectuelen geregeld wordt toegejuicht, is het vermogen een onafhankelijk en autonoom leven te leiden.
- Kritisch denken. Een intellectueel vraagt graag aandacht voor wat anderen het liefst vergeten. Hij of zij neemt vaak het voortouw in een aanval op de gevestigde orde en op gangbare opvattingen en conventies.
- Betrokkenheid of engagement. De intellectueel is veelal betrokken bij de toestand in de wereld met betrekking tot waarheid, gerechtigheid, meningsvorming en smaak. Hij of zij gaat er meestal van uit dat hij maatschappelijke verantwoordelijkheid heeft en politiek stelling moet nemen. Intellectuelen worden daarom soms het geweten van de natie of de wereld genoemd.

## Invloed
Hoewel verschillende intellectuelen verschillende ideeën hebben, hebben zij het verlangen invloed uit te oefenen op de wereld met elkaar gemeen. Aan intellectuelen is in het verleden een grote invloed toegedicht. Het gezag van de intellectueel berust op de aanspraak dat hij of zij namens de gehele samenleving optreedt en spreekt, alsook op het feit dat de persoon als intellectueel wordt erkend en geaccepteerd.